# Chilská kuchyně

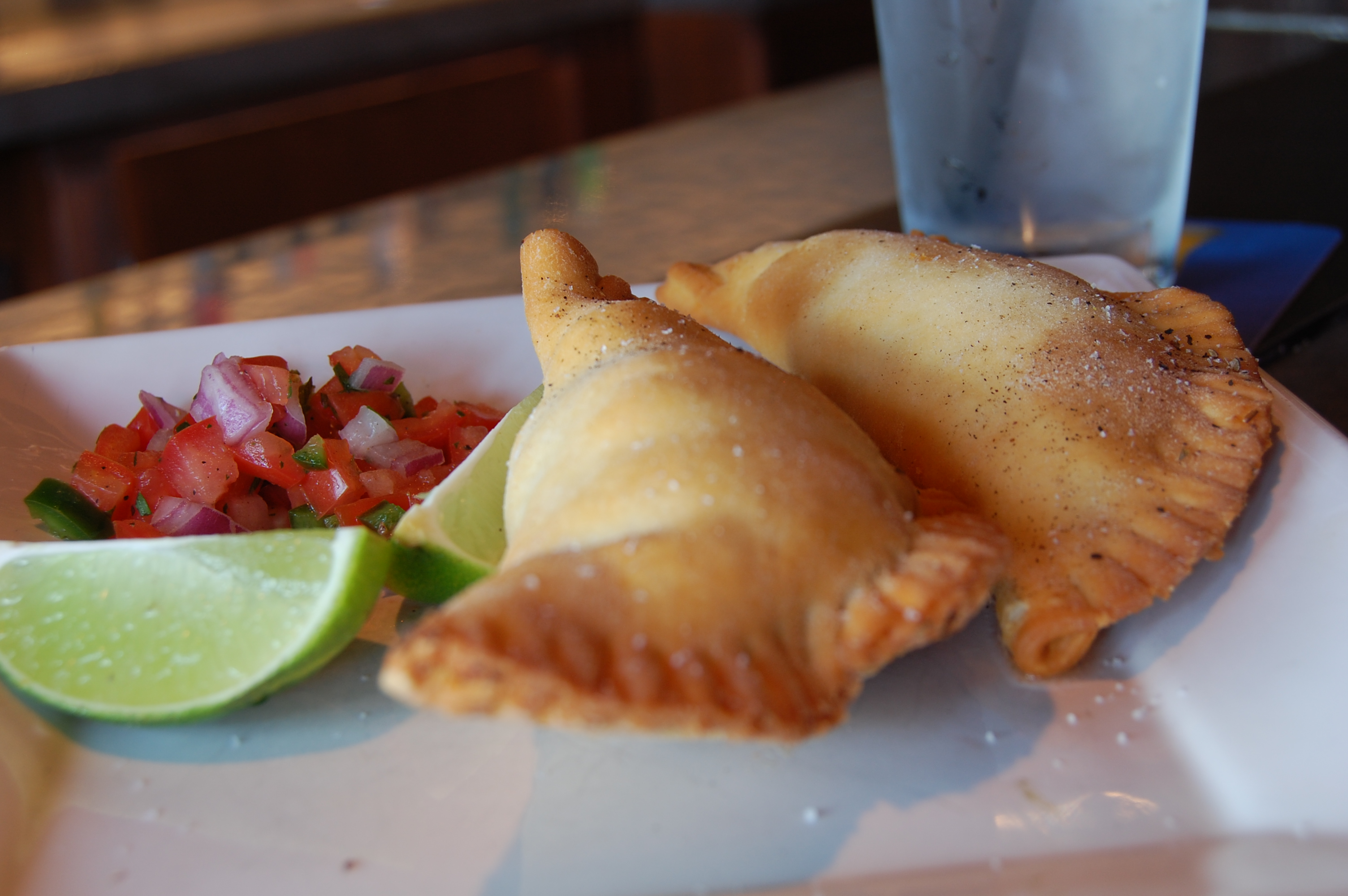
Empanada

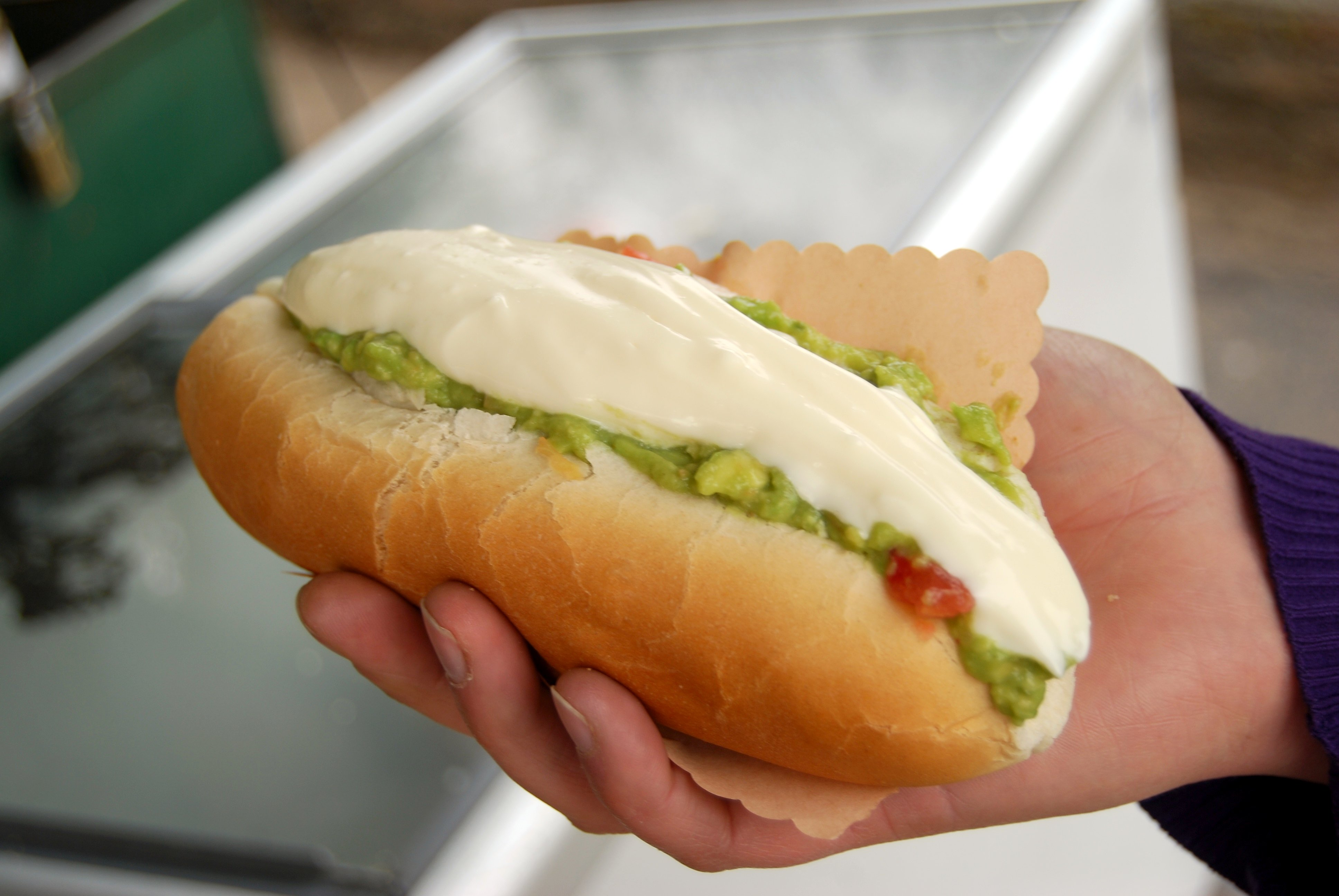
Completo

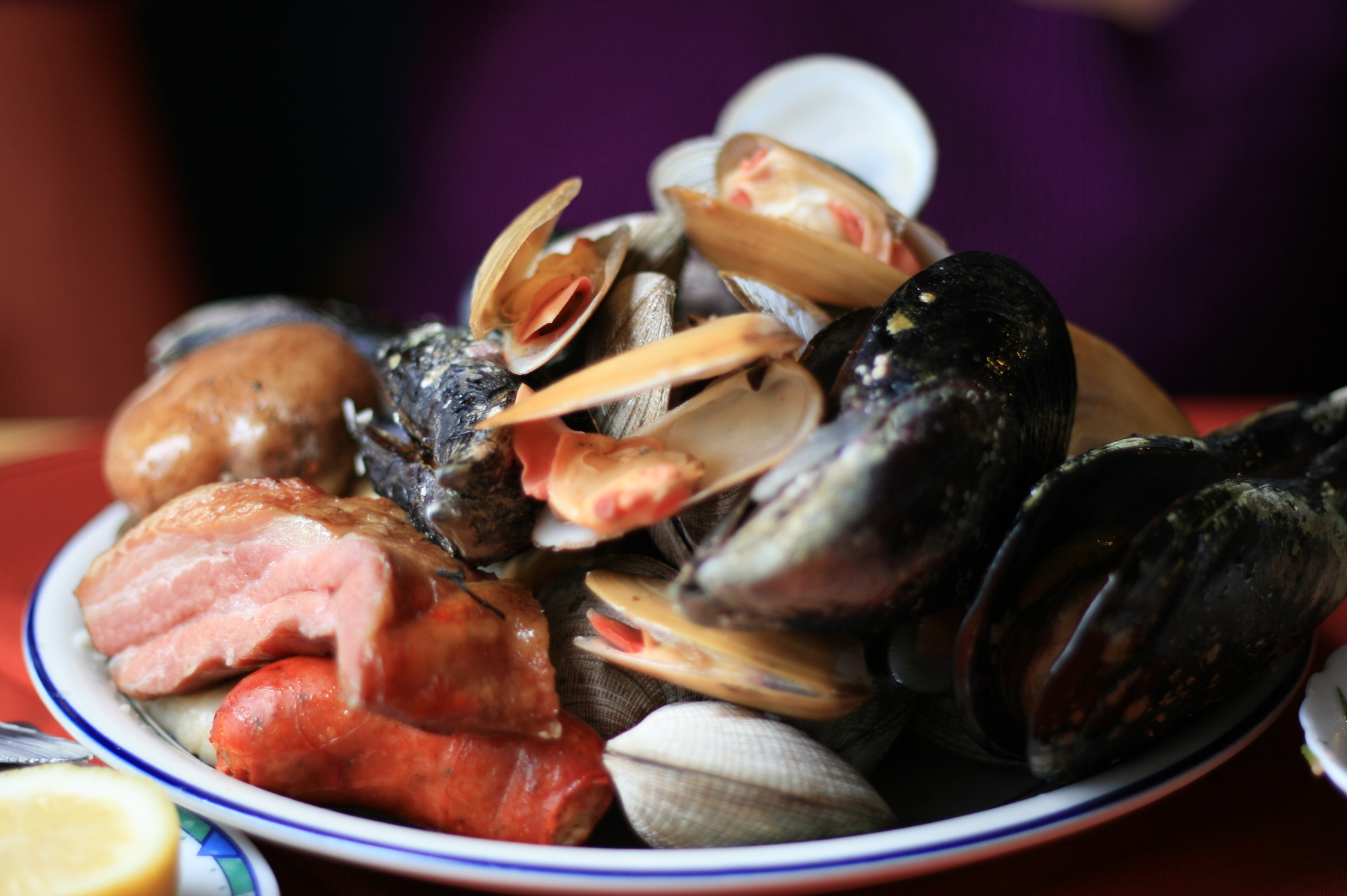
Curanto

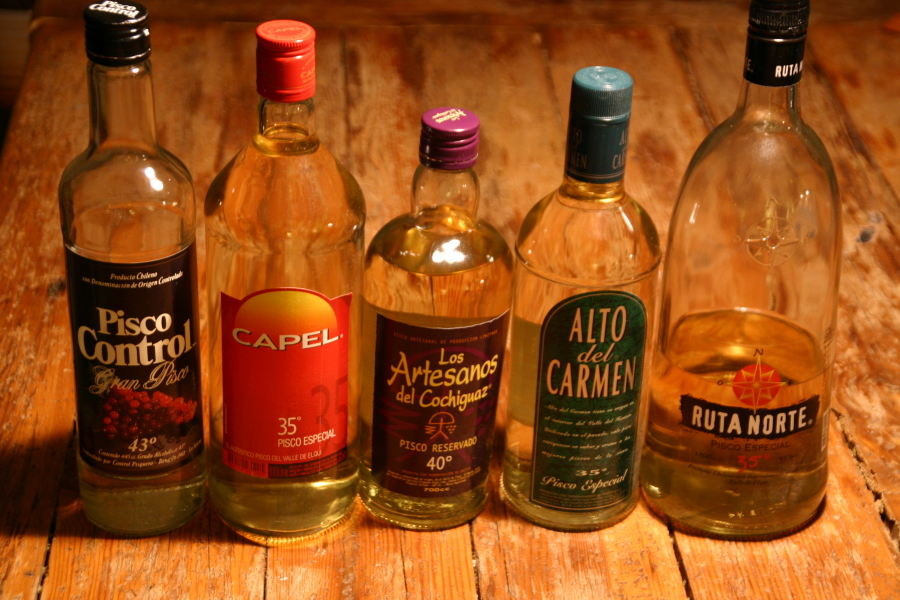
Různé druhy chilského pisca

Chilská kuchyně (španělsky: Gastronomía de Chile) je kombinací španělské kuchyně, tradiční kuchyně místních indiánských kmenů a v menší míře také německé kuchyně, italské kuchyně a francouzské kuchyně.
Chilská kuchyně využívá hodně masa, a díky dlouhému pobřeží také používá mnoho ryb a mořských plodů. V teplejší části Chile se hojně pěstuje a vyrábí víno.

## Příklady chilských pokrmů
Příklady chilských pokrmů:
- Empanada, kapsa z těsta plněné náplní
- Completo, chilská varianta hot dogu
- Sopaipilla, smažené pečivo podobné malému langoši
- Curanto, kotlík ze souostroví Chiloé, skládající se z mořských plodů, masa, brambor a zeleniny
- Pan aleman (německý chléb), chléb podobný klasickému českému chlebu
- Cazuela, polévka z masa a zeleniny
- Salsa
- Pastel de choclo, pokrm z kukuřice a masa
- Parrillada, grilované maso

## Příklady chilských nápojů
- Víno, vinařství je provozováno hojně. Mezi pěstované odrůdy patří Carménère, Syrah, Cabernet Sauvignon a Malbec[1]
- Navegado, svařené víno
- Pisco, vinná pálenka[1]
- Pivo[1]
- Cola de mono (v překladu opičí ocas), vánoční čokoládový likér[1]